# Xingbin, Fujian
Xingbin är ett stadsdelsdistrikt i sydöstra Kina. Det ligger i stadsdistriktet Jimei i staden Xiamen i provinsen Fujian,  omkring 210 kilometer sydväst om provinshuvudstaden Fuzhou. Antalet invånare är 126 269. Befolkningen består av 58 414 kvinnor och 67 855 män. Barn under 15 år utgör 13,0 %, vuxna 15-64 år 84 %, och äldre över 65 år 2,0 %.